# Hydrodamalinae
Hydrodamalinae — нещодавно вимерла підродина сиренових родини з родини дюгоневих. Морська корова Стеллера (Hydrodamalis gigas) була винищена до 1768 року, тоді як рід Dusisiren відомий за скам'янілостями, датованими від середнього міоцену до раннього пліоцену.